# Damon Severson
Damon Severson (* 7. August 1994 in Brandon, Manitoba) ist ein kanadischer Eishockeyspieler, der seit Juni 2023 bei den Columbus Blue Jackets in der National Hockey League unter Vertrag steht. Zuvor verbrachte der Verteidiger neun Jahre bei den New Jersey Devils. Mit der kanadischen Nationalmannschaft gewann er jeweils die Silbermedaille bei den Weltmeisterschaften 2019 und 2022.

## Karriere

### Jugend
Damon Severson wurde in Brandon geboren, zog allerdings im Alter von zwei Jahren mit seiner Familie nach Melville, Saskatchewan. Mit sechs Jahren begann er mit dem organisierten Eishockeyspielen und durchlief in der Folge die Jugendabteilungen der Melville Millionares aus seiner Heimatstadt. Im WHL Bantam Draft 2009 wählten ihn die Kelowna Rockets aus der Western Hockey League an 192. Position aus, sodass Severson fortan in einer der erstklassigen Juniorenligen Kanada spielte. Die anschließende Saison 2009/10 verbrachte er allerdings noch zum größten Teil bei den Yorkton Harvest aus der Saskatchewan Midget AAA Hockey League und absolvierte nur fünf Spiele für die Kelowna Rockets.
Mit Beginn der Saison 2010/11 stand Severson fest im Kader der Rockets und absolvierte in seiner ersten Saison 64 Spiele mit 17 erzielten Scorerpunkten. Zudem nahm er mit dem Team Canada Western an der World U-17 Hockey Challenge 2011 teil. Im nächsten Jahr, in dem er für den NHL Entry Draft verfügbar wurde, steigerte er seine Statistik in der WHL auf 37 Punkte aus 56 Spielen und wurde zum CHL Top Prospects Game eingeladen, bei dem die vielversprechendsten Talente in einem Spiel gegeneinander antreten. Zudem fuhr er im April mit der kanadischen U18-Nationalmannschaft zur U18-Weltmeisterschaft 2012 nach Tschechien und errang dort die Bronzemedaille. Im Abschlussbericht der Central Scouting Services wurde er auf Position 48 aller nordamerikanischen Feldspieler eingeschätzt, ehe ihn die New Jersey Devils schließlich an 60. Position auswählten. Noch im September gleichen Jahres unterzeichnete er einen auf drei Jahre befristeten Einstiegsvertrag bei den Devils. Um ihm Spielpraxis zu gewähren, beließen die Devils ihn vorerst bei den Kelowna Rockets in der WHL und beriefen ihn nur am Ende der Saison 2012/13 für zwei Spiele zu ihrem Farmteam, den Albany Devils aus der American Hockey League. Die Folgesaison 2013/14 verbrachte er gar komplett in Kelowna, führte das Team als Assistenzkapitän an und verbuchte 61 Scorerpunkte in 64 Spielen.

### NHL
Im Rahmen der Vorbereitung auf die Saison 2014/15 der National Hockey League (NHL) setzte sich Severson bei den New Jersey Devils durch und stand fortan in deren NHL-Aufgebot. In seinen ersten neun Spielen erzielte er vier Tore und gab drei Vorlagen. Im September 2017 unterzeichnete er einen neuen Sechsjahresvertrag in New Jersey, der ihm ein Gesamtgehalt von 25 Millionen US-Dollar einbringen sollte. Zudem übernahm er ab der Spielzeit 2020/21 das Amt des Assistenzkapitäns.
Kurz vor Auslaufen des erwähnten Sechsjahresvertrages unterzeichnete er im Juni 2023 ein neues Arbeitspapier mit einer Laufzeit von acht Jahren und einem durchschnittlichen Jahresgehalt von 6,25 Millionen US-Dollar. Direkt danach wurde er an die Columbus Blue Jackets abgegeben, während die Devils für die Organisation dieser Vertragsverlängerung ein Drittrunden-Wahlrecht im NHL Entry Draft 2023 erhielten. Hintergrund war, dass er ab dem 1. Juli 2023, mit dem Status eines Unrestricted Free Agent, nur einen Vertrag mit maximal sieben Jahren Laufzeit hätte unterzeichnen können. Er verließ New Jersey somit nach neun Jahren und 647 Einsätzen.

### International
Im Juniorenbereich nahm Severson an der U18-Weltmeisterschaft 2012 teil und errang dort mit der kanadischen Auswahl die Bronzemedaille. Im Rahmen der Weltmeisterschaft 2019 debütierte er für die kanadische A-Nationalmannschaft seines Heimatlandes und gewann mit ihr dort die Silbermedaille. Diesen Erfolg wiederholte er drei Jahre später bei der Weltmeisterschaft 2022 in Finnland. Bei der Weltmeisterschaft 2024 kam er erneut zum Einsatz, wurde diesmal mit dem Team aber nur Vierter.

## Erfolge und Auszeichnungen
- 2012 Teilnahme am CHL Top Prospects Game
- 2014 WHL West Second All-Star Team

### International
- 2012 Bronzemedaille bei der U18-Weltmeisterschaft
- 2019 Silbermedaille bei der Weltmeisterschaft
- 2022 Silbermedaille bei der Weltmeisterschaft

## Karrierestatistik
Stand: Ende der Saison 2024/25

### International
Vertrat Kanada bei:
| - World U-17 Hockey Challenge 2011 - U18-Junioren-Weltmeisterschaft 2012 - Weltmeisterschaft 2019 | - Weltmeisterschaft 2022 - Weltmeisterschaft 2024 |

(Legende zur Spielerstatistik: Sp oder GP = absolvierte Spiele; T oder G = erzielte Tore; V oder A = erzielte Assists; Pkt oder Pts = erzielte Scorerpunkte; SM oder PIM = erhaltene Strafminuten; +/− = Plus/Minus-Bilanz; PP = erzielte Überzahltore; SH = erzielte Unterzahltore; GW = erzielte Siegtore; 1 Play-downs/Relegation; Kursiv: Statistik nicht vollständig)